# Round Mountain, Antarktis
Round Mountain är ett berg i Antarktis. Det ligger i Östantarktis. Nya Zeeland gör anspråk på området. Toppen på Round Mountain är 2 410 meter över havet.
Terrängen runt Round Mountain är varierad. Round Mountain är den högsta punkten i trakten. Trakten är obefolkad. Det finns inga samhällen i närheten. 